# Артинов Григорій Григорович
Григо́рій Григо́рович Арти́нов (1860, Ніжин, Чернігівська губернія, Російська імперія— 9 грудня 1919? Вінниця, УНР) — вінницький міський архітектор (1900−1919), цивільний інженер, генерал-лейтенант будівельної комісії на службі військового відомства (до 1914).

## Життєпис
Народився 1860 року у місті Ніжин на Чернігівщині, батько його був вихідцем з ніжинських греків. Закінчив реальне училище в Кронштадті, після чого, йдучи по стопах свого старшого брата Михайла, вступив до Санкт-Петербурзького училища цивільних інженерів.
У Вінниці оселився у вересні 1899 року. Григорій Артинов претендував на посаду Подільського губернського архітектора, але його призначенню завадила якась агентурна записка губернської жандармерії. Зміст цієї записки невідомий.
Мав старшого брата Михайла Григоровича Артинова, який реалізував у Києві як мінімум 8 проєктів.
Помер творець архітектурного обличчя Вінниці від тифу 9 грудня 1919 року, але місце його поховання невідоме. Ймовірно, був похований в підвалинах свого творіння, а саме в одній із ніш крипти під Свято-Воскресенською церквою, або біля її фундаментів.

## Спадок архітектора
За даними архітектора та краєзнавця Людмили Денисової у Вінниці збереглося понад 30 будинків, створених за проєктами Григорія Артинова. З'ясовано, що перший міський архітектор брав участь у будівництві до 40 муніципальних проєктів міста, хоча це число не є остаточним.
У 1900 році архітекторові доручають проєктування Вінницької жіночої гімназії. У 1903 році будує нову синагогу. Артинов проєктував будинки «прибуткового» типу — це 2-х, 3-х поверхові житлові будівлі, де на 1 поверсі були приміщення для магазинів. Міська бібліотека імені Гоголя збудована у 1902–1907. Лише протягом 1910 року за проєктом архітектора були побудовані: церква Воскресіння Христова на православному кладовищі (нині храм по Хмельницькому шосе, 5), міський театр, шість будинків по центральній вулиці, нині Соборній. Будинок міської Думи був збудований у 1911 році, зведений у формах класицизму, із застосуванням модернізованих елементів архітектури Ренесансу й ампіру. Зараз частину приміщень цієї будівлі орендує торгово-промислова палата, а Білу (або Алебастрову) залу повернено до комунальної власності міста. Архітектор сам займався внутрішнім облаштуванням цієї будівлі і підбирав меблі.
Архітектор брав активну участь у проєктуванні міської водогінної мережі. За його проєктом споруджено символ Вінниці — Водонапірну вежу 1912 року та водозабірні споруди на острові Бригантина. Не обійшлося без нього і будівництво трамвайної системи та електростанції у 1913 році.
Сьогоднішнє архітектурне обличчя міста досить важко уявити без таких споруд, як готель «Савой» (1912), міський театр (1910, перебудований у 1948–1950), Свято-Воскресенська церква (1910), приміщення школи № 2 (1900, колишня жіноча міністерська гімназія), Вінницька торгово-промислова палата (1911, колишня міська Дума), будинок судових установ (1910-1912, колишнє приміщення окружного суду та міської управи), магазин «Лікарські рослини» на вулиці Соборній (будинок Райхера) тощо.
Чимало зробив архітектор Артинов і за нової української влади у Вінниці, ставлячи на службу людям свої знання та досвід. Зокрема, у вересні 1919 року він разом із групою однодумців заснував «Товариство добробуту міста Вінниці». До його завдань входили: «правильне забудування міста, упорядкування каналізації, розширення водопровідної сітки, використання енергії Буга, улаштування скотобоєнь та інші».

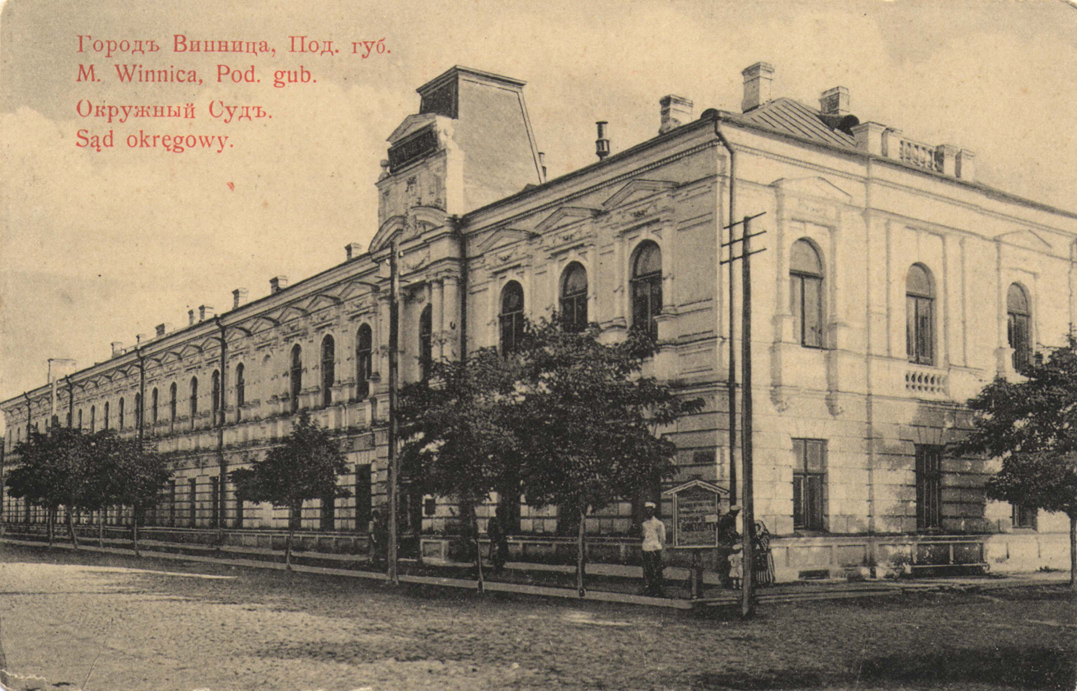
Окружний суд
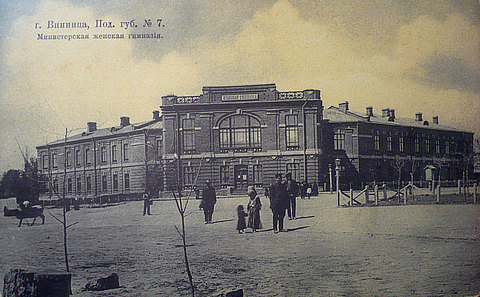
Міністерська жіноча гімназія
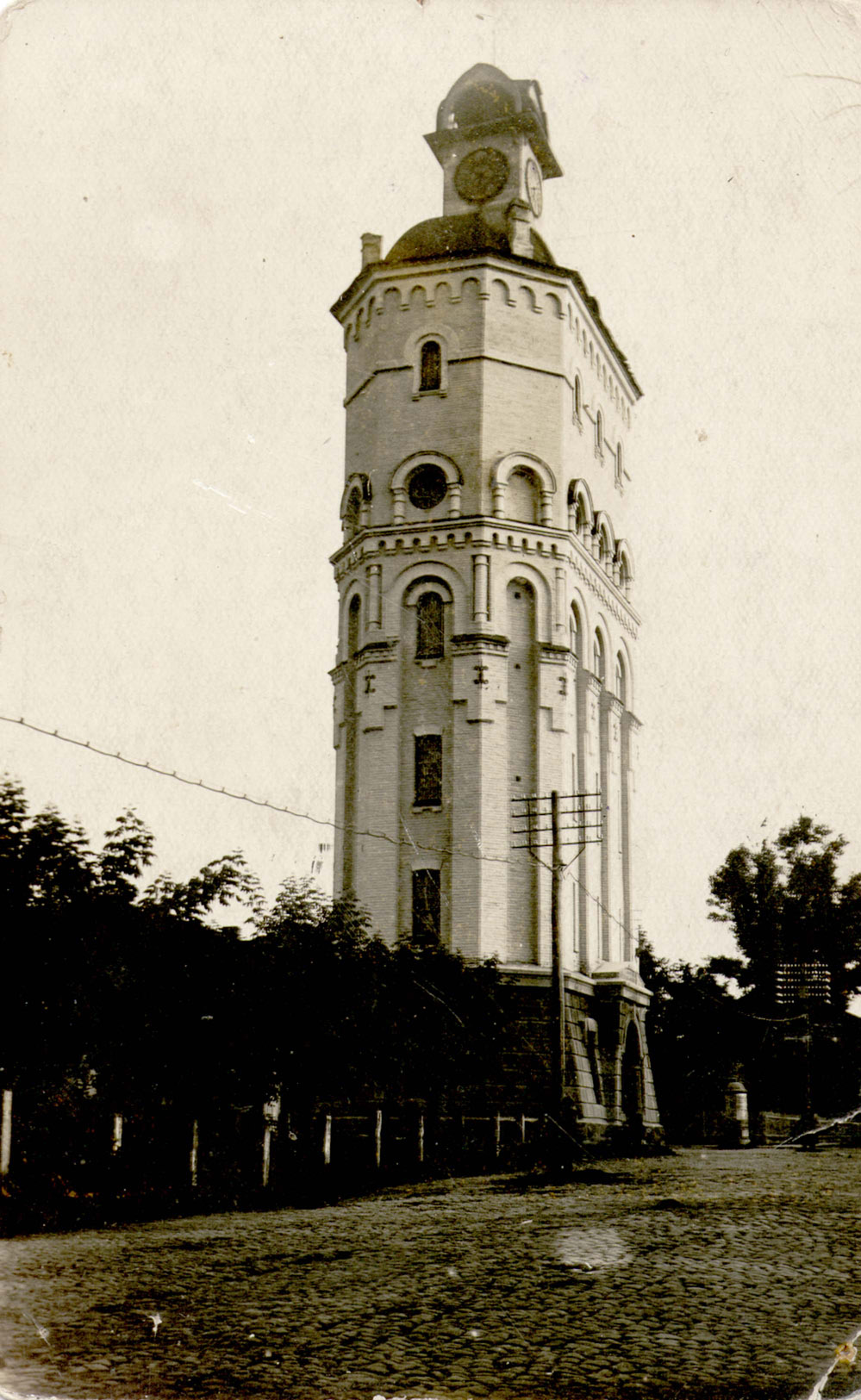
Водонапірна вежа
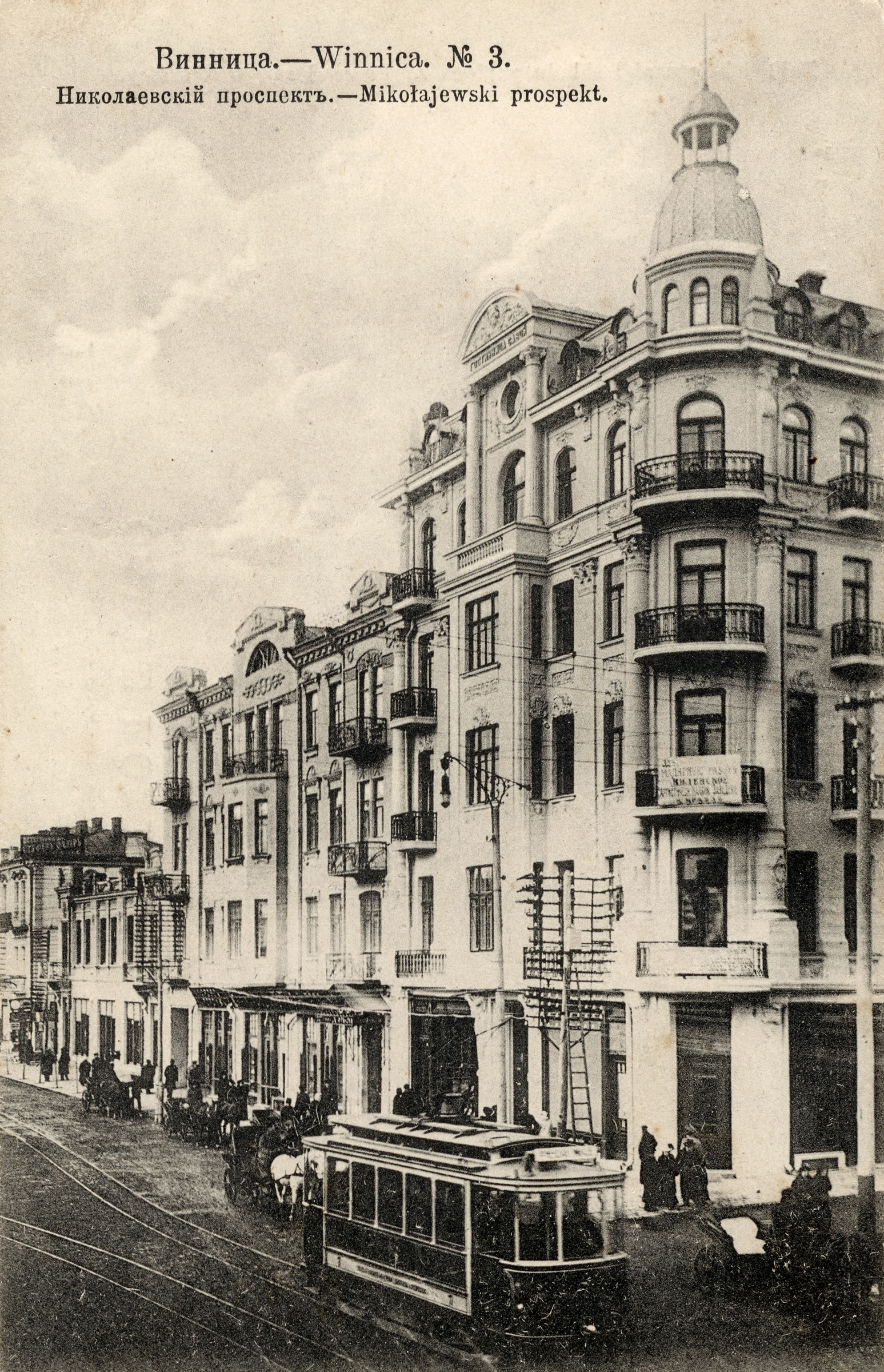
Готель Савой, споруда 1912
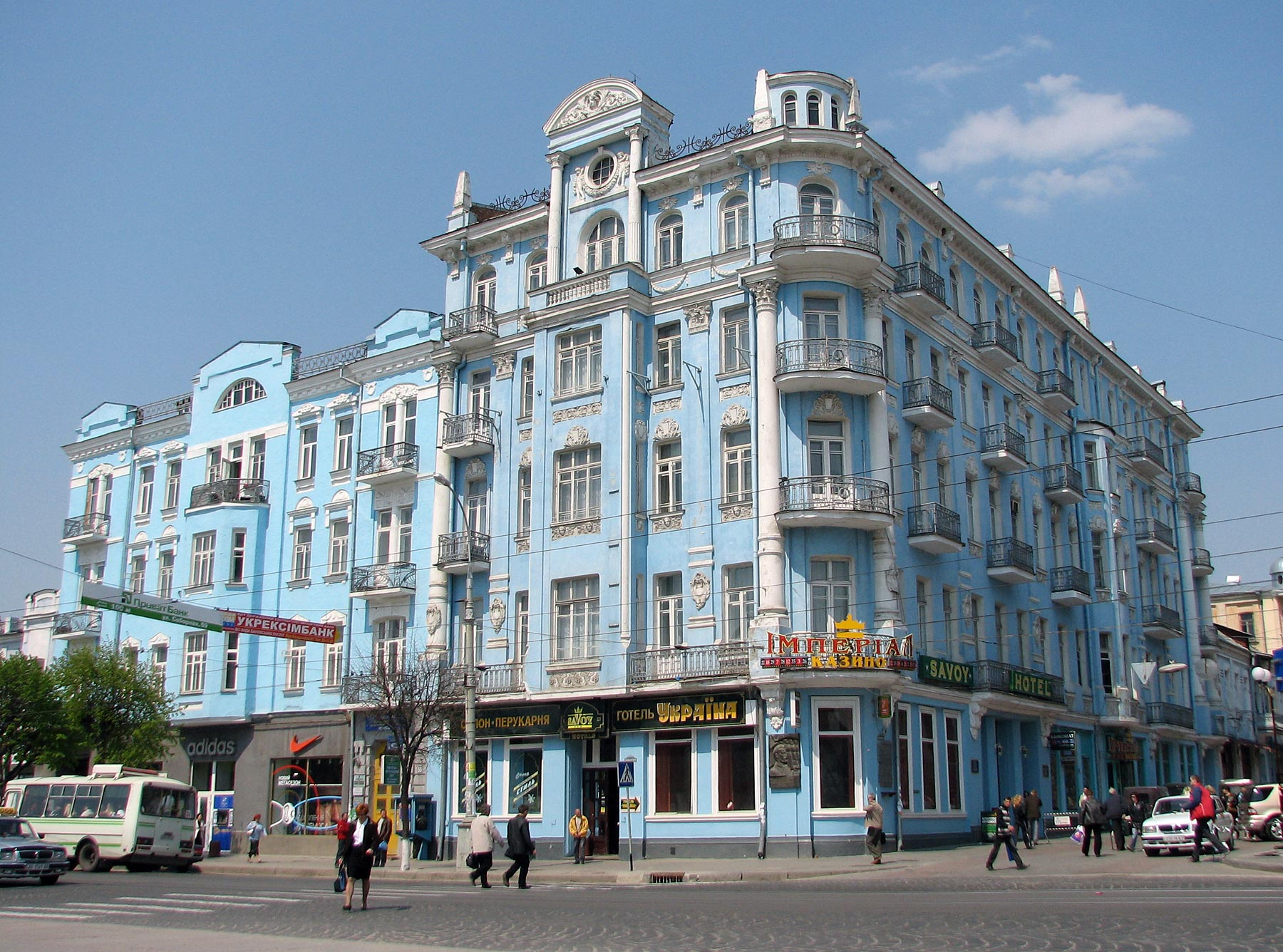
Готель Савой, споруда 1912
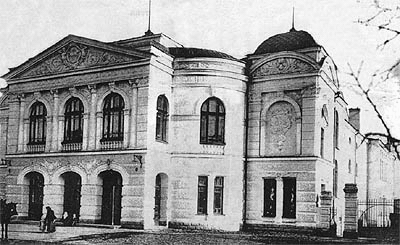
Вінницький драматичний театр
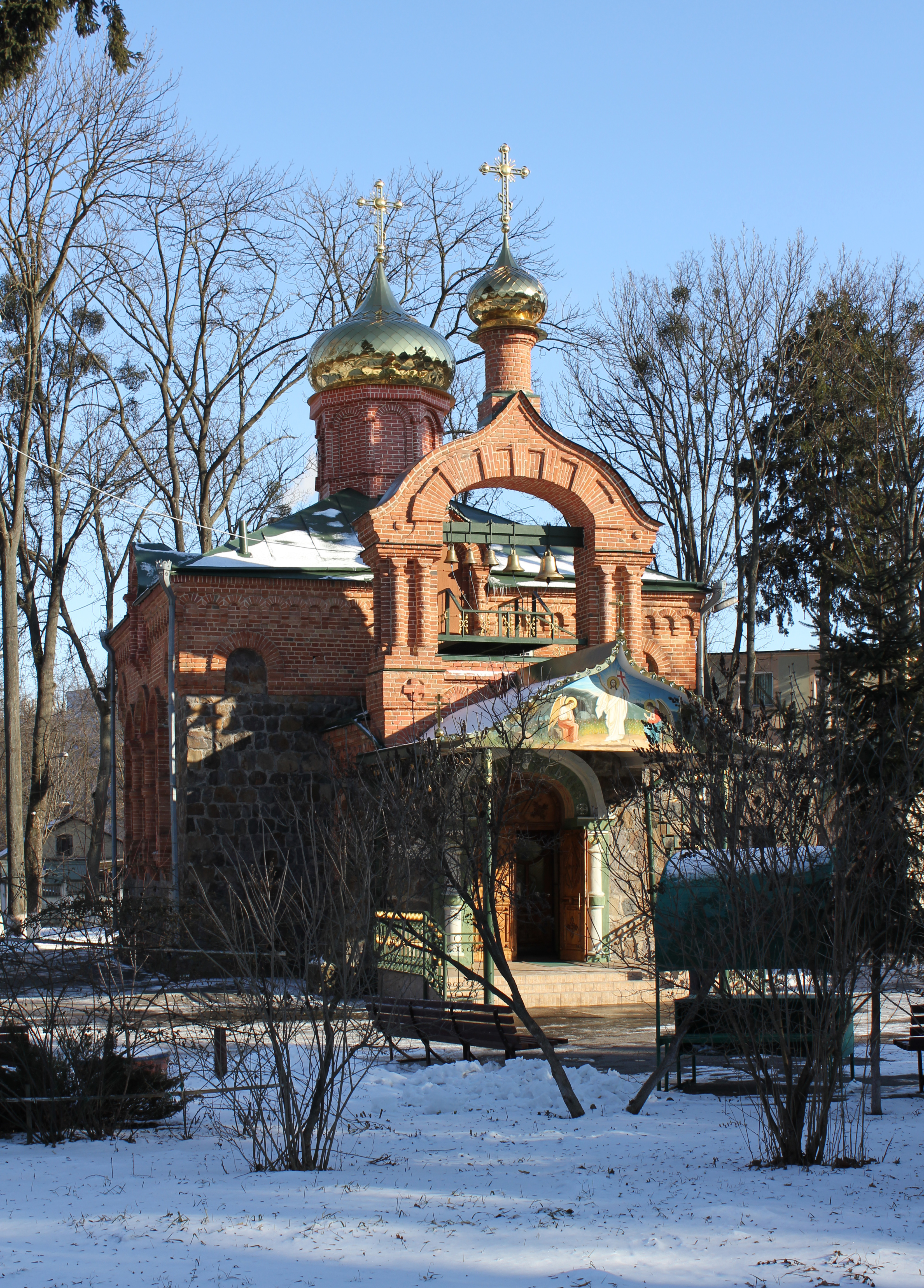
Церква Воскресіння Христового (Вінниця)
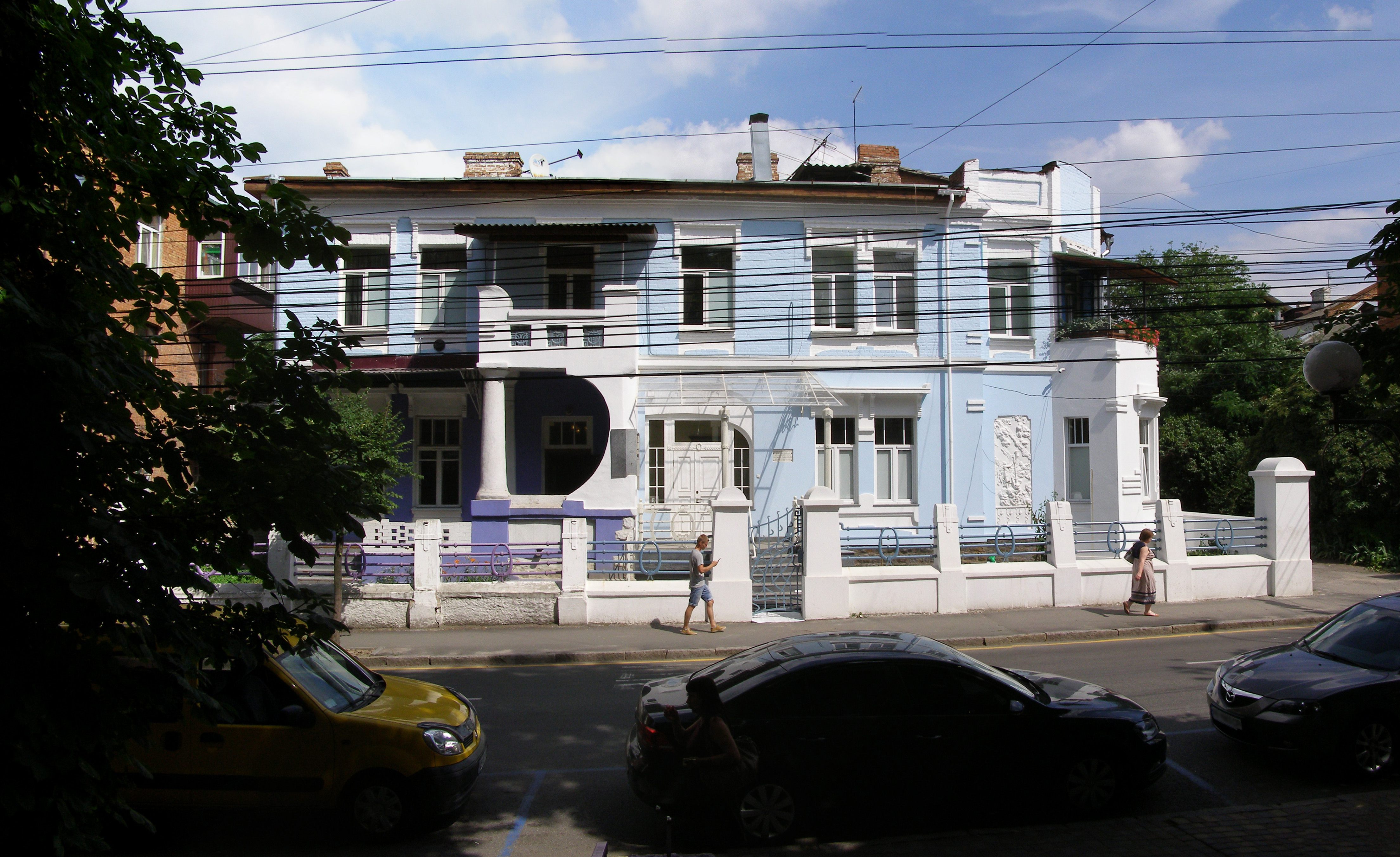
Будинок генерала Брусилова (Вінниця)

## Сім'я
- Артинов Михайло Григорович — брат, відомий архітектор.
- У Вінниці, принаймні до 2005 року, проживала правнучка Григорія Григоровича Артинова — Галинська Ірина Михайлівна.

## Увічнення пам'яті

Пам'ятник Артинову

За радянської влади ім'я Артинова, попри всі його заслуги перед містом, вінничанам було мало відоме. Принаймні, у радянські часи про нього згадували хіба що колеги-архітектори. Тепер же про Григорія Артинова справедливо кажуть, що це людина, «якій судилося змінити обличчя міста». Силами архітектурної громади міста над Бугом, на честь архітектора перейменована одна з центральних вулиць Вінниці — вулиця Архітектора Артинова.
28 липня 2010 року у Вінниці було урочисто відкрито оновлену меморіальну дошку архітектору Григорію Артинову на вулиці Архітектора Артинова (скульптор Ю. Козерацький).
На День міста 11 вересня 2010 року була відкрита оригінальна повнофігурна паркова скульптура-пам'ятник Григорію Артинову (автор — львівський скульптор Володимир Цісарик) у вінницькому середмісті — на Європейській площі.